# Burton (Michigan)
Pour les articles homonymes, voir Burton.
Burton est une cité du comté de Genesee, dans l'État du Michigan, aux États-Unis. En 2020, sa population était de 29 715 habitants.